# Michael Kaul (Leichtathlet)
Michael Kaul (* 25. Juli 1967 in Mainz) ist ein ehemaliger deutscher Leichtathlet. Er war 1993 Deutscher Meister im 400-Meter-Hürdenlauf.
Michael Kaul begann seine sportliche Laufbahn 1982 beim LAZ Nieder-Olm, ab 1988 war er beim USC Mainz. 1992 erreichte er erstmals das Finale bei den Deutschen Meisterschaften und belegte in 49,76 Sekunden den dritten Platz hinter Olaf Hense und Carsten Köhrbrück. Im Jahr darauf siegte er bei den Deutschen Meisterschaften in Duisburg in 50,39 Sekunden vor Edgar Itt. Bei der Universiade 1993 schied er im Zwischenlauf aus. 
1994 belegte Michael Kaul in der persönlichen Bestzeit von 49,55 Sekunden den zweiten Platz bei den Deutschen Meisterschaften hinter Edgar Itt. Bei den Europameisterschaften 1994 lief er im Vorlauf 50,04 Sekunden und schied dann im Zwischenlauf aus. 1995 siegte Olaf Hense bei den Deutschen Meisterschaften, dahinter war Kaul in 49,99 Sekunden Zweiter. Bei der Universiade 1995 und bei den Weltmeisterschaften 1995 schied er jeweils im Vorlauf aus. 1996 war Kaul noch einmal Vierter der Deutschen Meisterschaften.
1997 heiratete Michael Kaul die österreichische Leichtathletin Stefanie Zotter. 1998 wurde ihr Sohn Niklas Kaul geboren, der, von seinen Eltern trainiert, 2019 Weltmeister und 2022 Europameister im Zehnkampf wurde. Er ist von Beruf Lehrer und arbeitet als Referatsleiter in der Obersten Schulaufsicht im Ministerium für Bildung Rheinland-Pfalz.